# Vibrissea albofusca
Vibrissea albofusca är en svampart som beskrevs av G.W. Beaton 1983. Vibrissea albofusca ingår i släktet Vibrissea och familjen Vibrisseaceae.   Inga underarter finns listade i Catalogue of Life.